# 1973 în jocuri video
Acest articol prezintă evenimente importante legate de jocuri video din anul 1973. Vezi și istoria jocurilor video.

## Evenimente
- 19 martie - Kagemasa Kōzuki înființează Konami Industry Co., Ltd.[1]
- Mai – Hudson Soft Ltd. este înființată în Sapporo, Japonia, cu scopul de a comercializa dispozitive de telecomunicații și fotografii de artă[2]
- Taito, un producător de jocuri arcade electro-mecanice, intră în industria jocurilor video și deschide o filială în America de Nord.[3]
- Sega, un producător de jocuri arcade electro-mecanice, intră în industria jocurilor video cu clonele Pong.
- Computer Space apare în filmele Hrana verde și Adormitul.
- Versiunile Empire I, II și III sunt dezvoltate pentru sistemul PLATO de către John Daleske. Posibil primul joc de echipă din istorie, primul joc de cincizeci de jucători și numeroase alte inovații.
- Silas Warner preia versiunea I Empire de la PLATO și o redenumește Civilization.
- Lemonade stand (stand de limonadă) este dezvoltat pentru prima dată.

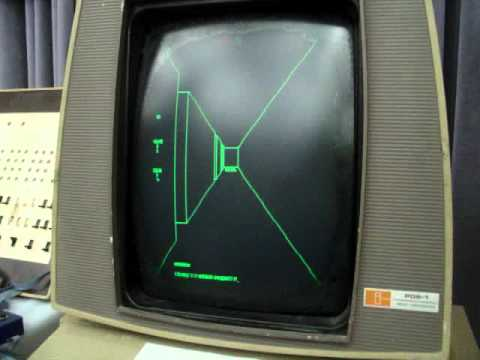
Maze War

- Maze War, un strămoș al genului first-person shooter și un joc de rețea timpuriu, începe dezvoltarea pentru computerul Imlac PDS-1.[4]

### Lansări importante
La 16 iulie este lansat Space Race, al doilea joc al companiei Atari Inc., după Pong (1972). Dezvoltarea Space Race a început la scurt timp după înființarea Atari în vara anului 1972, sub numele Asteroid.
- Midway Manufacturing Co. ia o licență Pong de la Atari ca să producă Winner,[6] primul lor joc video arcade.[1]
- Atari lansează Gotcha, primul joc comercial de labirint, pentru arcade.[1]
- Atari lansează Pong Doubles pentru sala de jocuri video. O variantă a celebrului Pong, Pong Doubles este primul joc arcade video care include un joc pentru patru jucători.[7]
- Atari lansează Space Race, primul joc arcade de curse.
- Williams Electronics lansează Paddle Ball, un duplicat fără licență al lui Pong, ca primul lor joc arcade.[8]
- Cartea BASIC Computer Games a fost publicată pentru prima dată. Include 101 de jocuri scrise în BASIC.[9]

### Cele mai bine vândute jocuri video arcade în SUA
Următoarele titluri au fost cele mai bine vândute jocuri video arcade din 1973 în Statele Unite, conform estimărilor anuale ale vânzărilor de mașini arcade furnizate de Ralph H. Baer.
| Loc | Titlu                 | Vânzări de mașini arcade | Producător           | Gen      |
| --- | --------------------- | ------------------------ | -------------------- | -------- |
| 1   | Pong                  | 8000                     | Atari, Inc.          | Pong     |
| 2   | Pro Tennis            | 7000                     | Williams Electronics | Pong     |
| 2   | Winner                | 7000                     | Midway Manufacturing | Pong     |
| 4   | Super Soccer          | 5000                     | Allied Leisure       | Pong     |
| 4   | Tennis Tourney        | 5000                     | Allied Leisure       | Pong     |
| 4   | TV Tennis             | 5000                     | Chicago Coin         | Pong     |
| 7   | Gotcha                | 3000                     | Atari, Inc.          | Labirint |
| 8   | Asteroid (Space Race) | 2000                     | Midway Manufacturing | Curse    |
| 9   | Space Race            | 1500                     | Atari, Inc.          | Curse    |
| 10  | Hockey                | 1000                     | Ramtek               | Pong     |
| 10  | TV Hockey             | 1000                     | Chicago Coin         | Pong     |
| 10  | Volley                | 1000                     | Ramtek               | Pong     |

### Companii
Companii noi: Konami, Hudson Soft. 